# Línea 3 (Santa Fe)

Línea 3 es una línea de transporte urbano de pasajeros de la ciudad de Santa Fe, Argentina. El servicio está actualmente operado por ERSA Urbano.

## Recorridos

### 3
Servicio diurno y nocturno.
Recorrido: Ruta Nac. 11; Juan Bautista de La Salle; Edmundo J. Rosas; Pedro de Espinosa; Ruta Nac. 11; Av. Blas Parera; M. Medina; Regimiento 12 de Infantería; Av. Peñaloza; Av. López y Planes; Av. Freyre; Junín; Dr. Zavalla; Suipacha; 25 de Mayo; Tucumán; 27 de Febrero; Salta; San Jerónimo; 3 de Febrero; 4 de enero; Primera Junta; San Lorenzo; Obispo Gelabert; Av. Freyre; Av. López y Planes; Av. Peñaloza; Reg. 12 de Infantería; M. Medina; Av. Blas Parera; Ruta Nac. 11; Pedro de Espinoza; Edmundo J. Rosas; Juan Bautista de La Salle; Parada.

### Combinaciones
Con las Líneas 5 y 8, al barrio Centenario, en San Jerónimo y Suipacha; con las Líneas 4 y 5 a Las Flores I, en 9 de Julio y Gral. López.